# Johnny McCarthy
Pour les articles homonymes, voir McCarthy.
John Joseph « Johnny » McCarthy, né le 25 avril 1934 à Buffalo, dans l'État de New York, et mort le 9 mai 2020, est un joueur et entraîneur américain de basket-ball. Il évolue durant sa carrière au poste de meneur.

## Palmarès
- Champion NBA en 1964 avec les Celtics de Boston